# GRASS GIS
GRASS GIS (Geographic Resources Analysis Support System) je svobodný geografický informační systém (GIS) umožňující práci s rastrovými a vektorovými geografickými daty na mnoha platformách (GNU/Linux, MS Windows, Mac OS X, etc.), a to jak pomocí příkazové řádky, tak grafického uživatelského rozhraní (GUI). Je šířen pod licencí GNU GPL.
Vývoj systému GRASS byl započat výzkumnými laboratořemi ženijního vojska armády USA v roce 1982, později pronikl do akademické sféry a dnes nachází uplatnění i ve sféře komerční. Mezi významné uživatele systému GRASS patří například NASA nebo NOAA.

## Historie
Geografický informační systém GRASS je projekt s bohatou historií vývoje. Byl vyvíjen od roku 1982 U.S. Army Corps of Enginneer/CERL (Construction Engineering Research Lab) pro vojenské účely s nákladem několika miliónů US dolarů. Koncem 80. let dal CERL celý softwarový balík se zdrojovými kódy k dispozici veřejnosti. Velké rozšíření internetu na počátku 90. let přispělo k tomu, že se GRASS mohl v krátké době celosvětově prosadit. V roce 1995 ustoupil CERL z projektu. V roce 1997 tak převzali další vývoj „GRASS Development Team“ na Baylor University, Texas, U.S.A. a Universität Hannover, Německo a také další odborníci z celého světa. Koncem roku 1997 byl GRASS 4.2 zveřejněn centrem CAGSR na Baylor University. Krátce na to, na jaře 1998, následovalo uvolnění verze GRASS 4.2.1, která byla do konce roku 1999 koordinována Markusem Netelerem z Institutu geografie Univerzity v Hannoveru. V této verzi došlo k odstranění téměř všech známých chyb softwaru a GRASS byl rozšířen o 50 nových modulů v oblasti zpracování vektorových a rastrových dat. GRASS 4.2.1 představoval toho času plně stabilní verzi. Od jara 1999 se pracovalo paralelně na GRASSu 5.0, jehož funkcionalita byla značně rozšířena a vývoj se ubírá směrem k 3D/4D-GIS (se zpracováním voxelů a se zřetelem na časovou rovinu). GRASS 5.0 postupně nahradil GRASS 4.x.

### Historie verzí
| Číslo | Datum vydání      |
| ----- | ----------------- |
| 6.3.0 | 24. dubna 2008    |
| 6.4.0 | 3. září 2010      |
| 6.4.1 | 12. dubna 2011    |
| 6.4.2 | 19. února 2012    |
| 6.4.3 | 30. července 2013 |
| 6.4.4 | 25. června 2014   |